# Lusignano

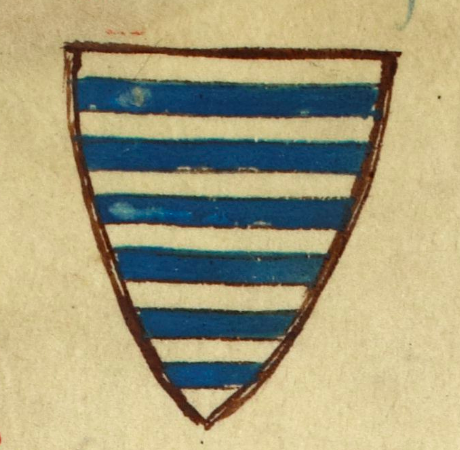
Lo stemma dei Lusignano nellHistoria anglorum

Il Casato dei Lusignano è una delle famiglie nobili più importanti di Francia e d'Europa, avendo avuto, nel corso dei secoli, i troni di Gerusalemme, di Cipro e di Armenia. Le sue origini più antiche sono rintracciabili fino al IX secolo.
Con la sua linea diretta la dinastia regnò a più riprese su Gerusalemme dal 1186 al 1192,  dal 1198 al 1205 e dal 1268 al 1291, anno della caduta di Acri, che pose definitivamente fine al Regno di Gerusalemme, su Cipro dal 1092 al 1474 e sull'Armenia dal 1341 al 1375.
Altri rami della famiglia furono di volta in volta Conti di Pembroke, Conti d'Eu, Conti di La Marche e Signori di Sidone.

## Storia

### Origini

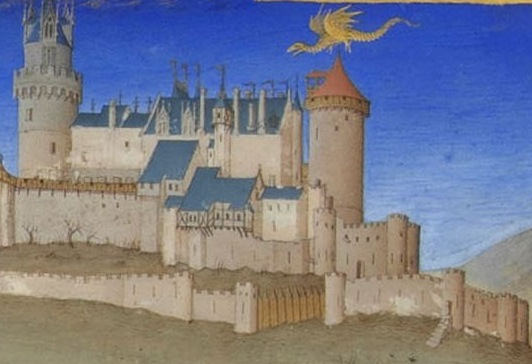
Lo Château de Lusignan all'inizio del XV secolo dalle Trés Riches Heures du Duc de Berry

La Casata dei Lusignano ebbe origine nella regione centro-occidentale del Poitou, presso la città omonima. Dagli inizi del X secolo ebbero la signoria del Castello di Lusignano, che era uno dei castelli medievali più importanti della Francia, secondo la leggenda fondato dalla fata Melusina.

### XII e XIII secolo
Nel XII e XIII secolo i Lusignano crebbero in potenza, ottenendo, grazie a successioni matrimoniali, le Contee di La Marche e di Angoulême, come vassalli dei Duchi di Aquitania, finché le loro ambizioni non vennero stroncate nei conflitti che opposero i Re di Francia ai sovrani Plantageneti.

### Ascesa

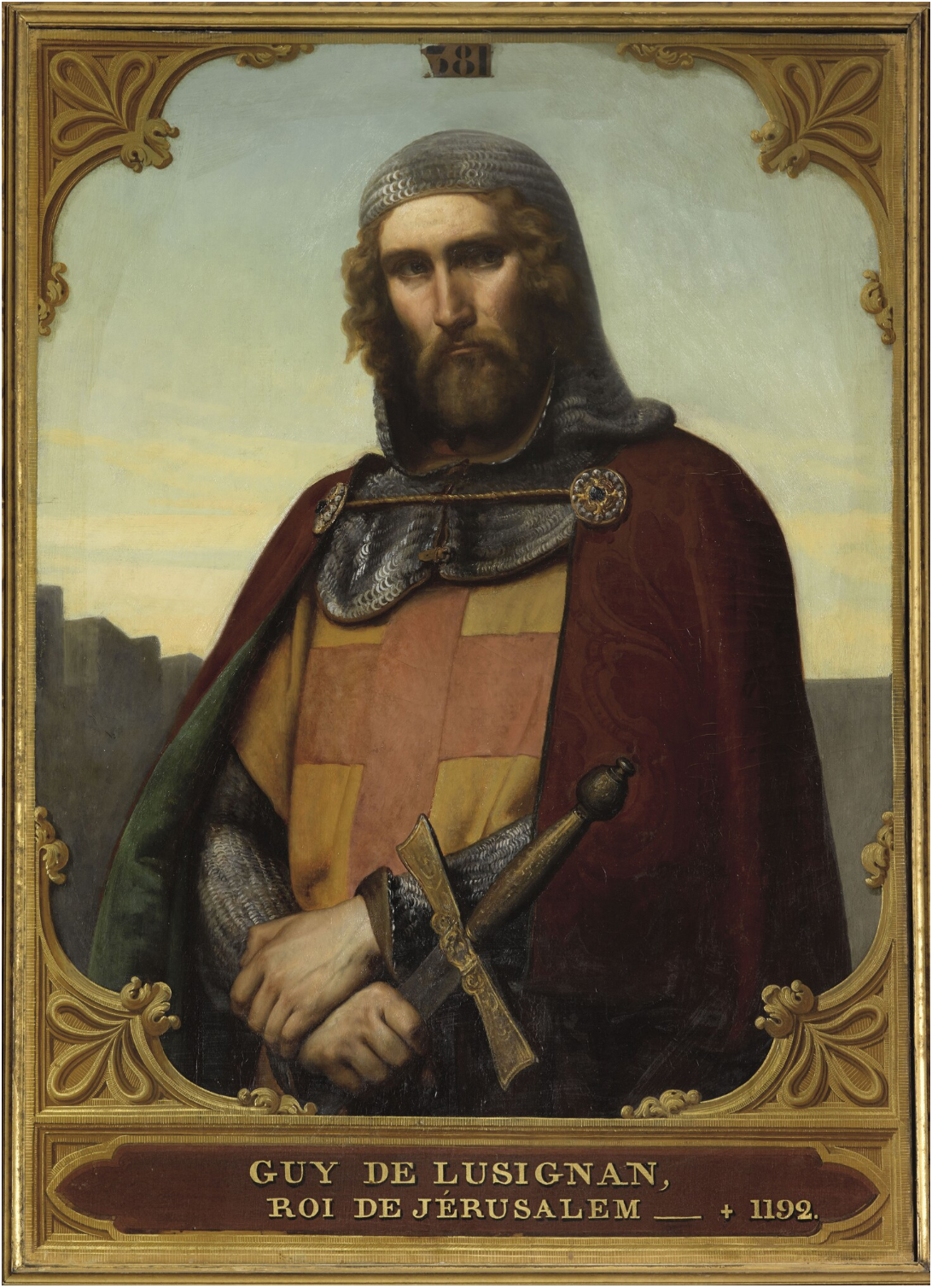
Ritratto del re Guido di Lusignano, fondatore dell'Ordine della Spada e del Silenzio
François-Édouard Picot, 1845 circa (Reggia di Versailles)

Un ramo cadetto dei Lusignano ebbe molta più fortuna negli Stati cristiani sorti nel Mediterraneo orientale al seguito delle crociate. Ottennero infatti alla fine del XII secolo il Regno di Gerusalemme e il Regno di Cipro e, nel corso del secolo XIV secolo, anche il Regno di Armenia in Cilicia. Tennero Gerusalemme prima dal 1186 al 1190, poi dal 1198 al 1205 ed infine dal 1269 al 1291. Dopo la caduta di Gerusalemme nell'assedio di San Giovanni d'Acri del 1291 e la conquista del Regno armeno alla fine del XIV secolo da parte dei Mamelucchi, i titoli di Re di Gerusalemme e di Re di Armenia passarono quindi ai Lusignano sovrani di Cipro, che avevano ottenuto l'isola di Cipro nel 1192 con Guido di Lusignano.

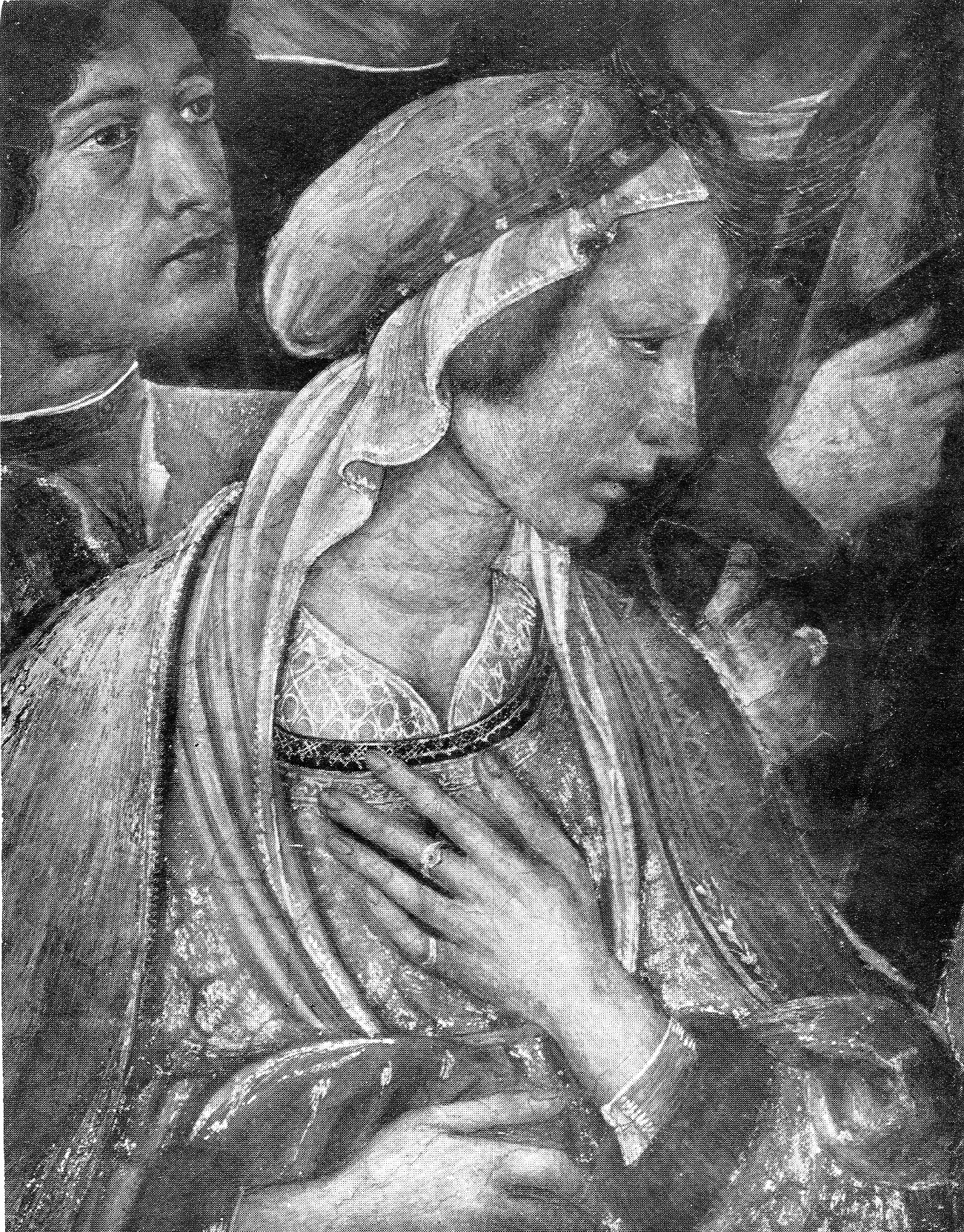
La regina Carlotta di Cipro
Affresco della Cappella Sistina di Cosimo Rosselli del Palazzo Apostolico, Città del Vaticano, 1481

Durante il lungo regno sull'isola di Cipro, la casata dei Lusignano si imparentò mediante matrimonio con nobili famiglie italiane di Genova e di Venezia oltre che con le dinastie dei Visconti, dei Borbone e dei Savoia. Dopo l'estinzione in linea maschile dei Lusignano nel 1458, il potere e il titolo di sovrano di Gerusalemme, di Cipro e di Armenia, passò a l'ultima erede legittima, Carlotta. La regina Carlotta venne però spodestata nel 1464 dal fratellastro Giacomo, nato da una relazione extraconiugale del padre Giovanni II.

### Estinzione

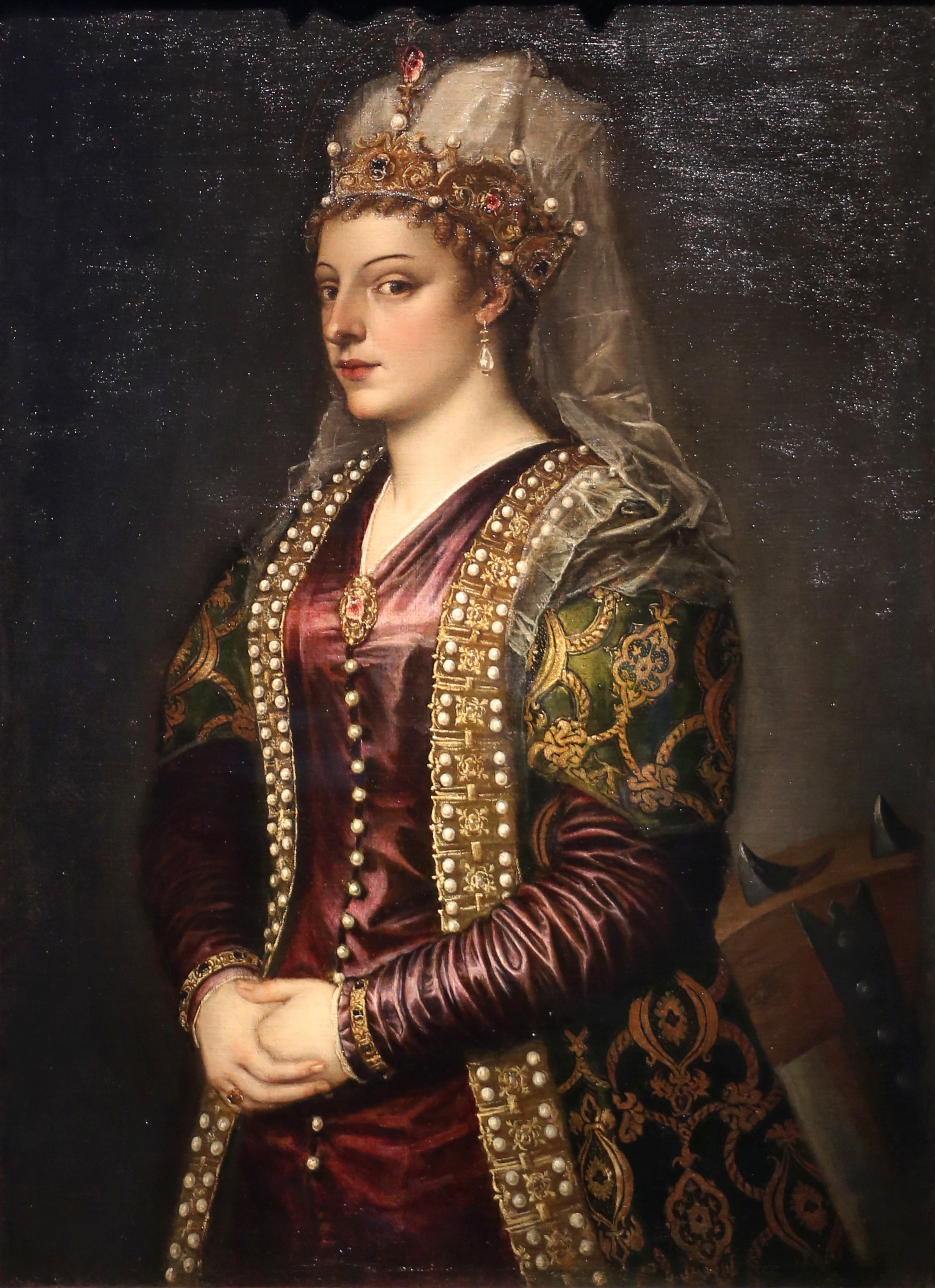
Ritratto di Caterina Cornaro di Tiziano, 1542. Oggi questo dipinto è conservato nella Galleria degli Uffizi, Firenze

Il ramo illegittimo dei Lusignano regnò su Cipro fino al 1474, anno della morte dell'ultimo della dinastia, Giacomo III. Il potere e i titoli passarono quindi alla madre e vedova Caterina Cornaro, che fu regina fino al 1489, anno in cui abdicò a favore della Repubblica di Venezia, che così annetté ai suoi domini anche Cipro. Nel frattempo Carlotta e il marito Luigi I di Savoia rinunciarono ai titoli nel 1482 abdicando a favore del nipote del marito, Carlo I di Savoia, che da quel momento poté fregiarsi del titolo regale per sé e per i propri discendenti.

## Signori di Lusignano
- Prima metà del X secolo: Ugo I il Cacciatore, signore di Lusignano.
- ?-? (X secolo): Ugo II detto il Caro, figlio di Ugo I.
- ?-1012: Ugo III detto il Bianco, figlio di Ugo II; sposò verso il 967 una certa Arsende.
- 1012-1030 circa: Ugo IV detto il Bruno, figlio di Ugo III; sposò Aldiarde de Thouars.
- 1030 circa-1060: Ugo V il Buono, figlio di Ugo IV; sposò Almodis de La Marche.
- 1060-1102: Ugo VI il Diavolo, figlio di Ugo V; sposò nel 1065 circa Ildégarde de Thouars.
- 1102-1151: Ugo VII il Bruno, figlio di Ugo VI; sposò Sarrasine de Lezay.
- 1151-1173: Ugo VIII il Vecchio, figlio di Ugo VII; sposò Bourgogne de Rançon.
- 1173-1219: Ugo IX, (morto nel 1219 a Damietta), anche Conte de La Marche e d'Angoulême, figlio di Ugo il Bruno di Lusignano, reggente della signoria per conto del padre Ugo VIII, dal 1163 alla sua morte (1169); sposò prima Agathe de Preuilly, poi nel 1189 Mathilde d'Angoulême.
- 1219-1249: Ugo X, anche conte di La Marche e d'Angoulême, figlio di Ugo IX; sposò nel 1220 Isabella d'Angoulême, vedova di Giovanni Senza Terra.
- 1249-1250: Ugo XI, anche conte di La Marche e d'Angoulême, figlio di Ugo X; sposò Iolanda di Bretagna.
- 1250-1282: Ugo XII, anche conte di La Marche e d'Angoulême, figlio di Ugo XI; sposò Jeanne de Fougères.
- 1282-1303: Ugo XIII, anche conte di La Marche e d'Angoulême, figlio di Ugo XII; sposò Beatrice di Borgogna, figlia di Ugo IV di Borgogna.
- 1303-1309: Guido, anche conte di La Marche e d'Angoulême, fratello di Ugo XIII.
- 1309: la signoria di Lusignano e le contee di La Marche e d'Angoulême tornarono alla Corona di Francia, al re Filippo IV il Bello.

## Re di Cipro della casata dei Lusignano

### Ramo principale

Stemma dei Lusignano, Re di Cipro

- 1192-1194: Guido di Lusignano (1160 † 1194), re a Cipro, figlio di Ugo VIII di Lusignano e Bourgogne de Rançon; sposò nel 1180 Sibilla d'Angiò, regina di Gerusalemme (1159-1190).
- 1194-1205: Amalrico I (1145-1205), signore poi re di Cipro dal 1195, oltre che re di Gerusalemme dal 1197, fratello di Guido; sposò prima Eschiva d'Ibelin (1160-1196), poi Isabella d'Angiò, regina di Gerusalemme.
- 1205-1218: Ugo I (1195-1218), figlio di Amalrico ed Eschiva; sposò Alice di Champagne (1195-1246, figlia di Enrico II di Champagne e Isabella d'Angiò-Gerusalemme). La loro figlia Isabella di Lusignano divenne reggente di Cipro dal 1261 al 1264.
- 1218-1253: Enrico I (1217 1253), figlio di Ugo I; sposò: nel 1229 Alice di Monferrato (circa 1210 - 1233); nel 1237 Stefania di Barbaron (circa 1220-1249); nel 1250 Piacenza di Antiochia (circa 1235-1261).
- 1253-1267: Ugo II (1252-1267), figlio di Enrico I e Piacente d'Antiochia; sposò nel 1264 Isabella d'Ibelin (1252-1282).

### Casato dei Poitiers-Lusignano

Stemma dei Lusignano, Re di Cipro e Gerusalemme

- 1267-1284: Ugo III (1235-1284), figlio di Enrico di Poitiers-Antiochia e Isabella di Lusignano (figlia di Ugo I di Cipro); sposò nel 1264 Isabella d'Ibelin (1241-1324, da non confondere con l'omonima moglie di Ugo II di Cipro).
- 1284-1285: Giovanni I (1267-1285), figlio di Ugo III.
- 1285-1306: Enrico II (1271-1324), figlio di Ugo III e fratello di Giovanni; sposò Costanza di Sicilia (1303-1344), figlia di Federico III d'Aragona.
- 1306-1310: Amalrico II (1272-1310), principe di Tiro, governatore di Cipro deposto il fratello Enrico II; sposò Isabella, figlia di Leone III d'Armenia
- 1310-1324: ancora Enrico II.
- 1324-1359: Ugo IV (1295-1359), figlio di Echive di Ibelin e Guido di Cipro, a sua volta figlio di Ugo III; sposò prima Maria d'Ibelin (1294-1318), poi Alice d'Ibelin (1304-dopo il 1386).
- 1359-1369: Pietro I (1328-1369), figlio di Ugo IV e Alice d'Ibelin; sposò prima nel 1343 Echive di Montfort, poi nel 1353 Eleonora d'Aragona (1333-1416, nipote di Giacomo II d'Aragona).
- 1369-1382: Pietro II (1357-1382), figlio di Pietro I ed Eleonora; sposò Valentina Visconti, figlia di Bernabò Visconti.

Stemma dei Lusignano, Re di Cipro, Gerusalemme e Armenia

- 1382-1398: Giacomo I (1334-1398), figlio di Ugo IV e Alice d'Ibelin; sposò nel 1365 Helvis di Brunswick-Grubenhagen (1353-1421).
- 1398-1432: Giano (1375-1432), figlio di Giacomo I; sposò prima, nel 1400, Anglesia Visconti, figlia di Bernabò († 1439), poi nel 1411 Carlotta di Borbone-La Marche (1388-1422), figlia di Giovanni I di Borbone-La Marche.
- 1432-1458: Giovanni II (1418-1458), figlio di Giano e Carlotta; sposò prima, nel 1440, Amedea di Monferrato (1429-1440), poi nel 1442 Elena Paleologa (1428-1458).
- 1458-1460: Carlotta, (1442-1487), regina, figlia di Giovanni II ed Elena; sposò in prime nozze nel 1456 Giovanni del Portogallo, duca di Coimbra (1433-1457), poi in seconde nozze nel 1459 Luigi di Savoia, conte di Ginevra (1436-1482, figlio di Luigi I di Savoia).
- 1460-1473: Giacomo II il Bastardo (1418-1473), figlio illegittimo di Giovanni II e Marietta di Patrasso; sposò nel 1468 Caterina Cornaro, poi regina di Cipro dal 1474 al 1489.
- 1473-1474: Giacomo III il Postumo (1473-1474), figlio di Giacomo II. Gli succedette la madre Caterina Cornaro.